# Тре Фјуми (Парма)
Тре Фјуми је насеље у Италији у округу Парма, региону Емилија-Ромања.
Према процени из 2011. у насељу је живело 24 становника. Насеље се налази на надморској висини од 120 м.